# Mannschaftsmeisterschaft in Judo 1964
Die Mannschaftsmeisterschaft 1964 ermittelte zum 6. Mal den Österreichischen Mannschaftsmeisters im Judo. Sie wurde vom Österreichischen Judoverband ausgetragen. Sieger war zum 1. Mal der Vereinsgeschichte der ASKÖ Graz.

## Abschlusstabelle
| Position | Mannschaft | Stadt |
| -------- | ---------- | ----- |
| 1        | ASKÖ Graz  | Graz  |

Stand: 2025-01-13